# Nabal (instrument)

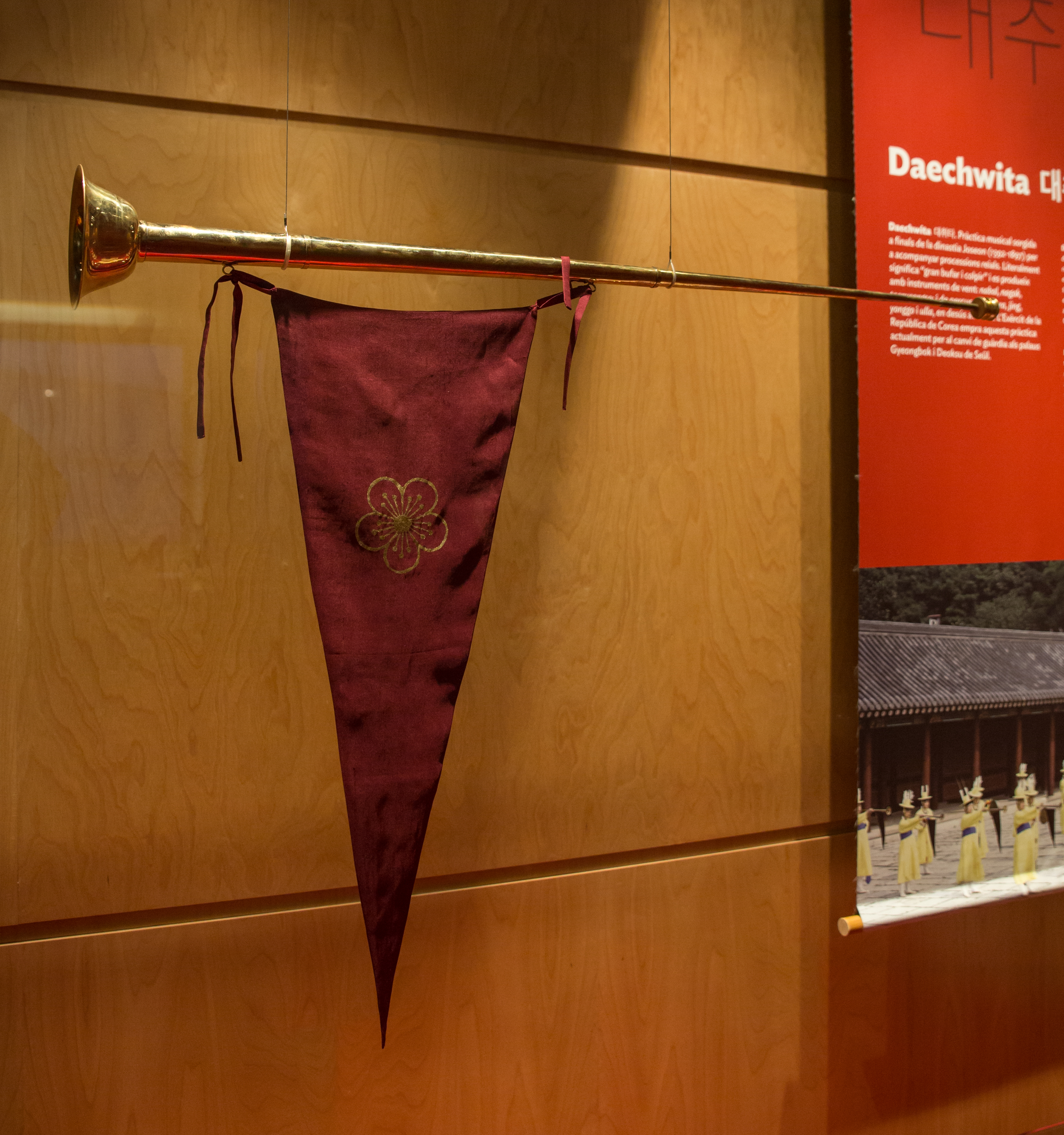
Nabal

El nabal, també anomenat "napal", és un instrument musical en forma de trompa de llautó llarga i recta utilitzada en la música tradicional coreana. Com que l'instrument no té vàlvules ni forats per als dits, no és un instrument melòdic sinó que produeix un to únic i profund sostingut sense cap melodia. La freqüència precisa del to produït pot ser molt diferent en funció de la mida de cada instrument individual. La longitud d'un "nabal" és de 3 peus i 8 polzades, aproximadament uns 115 centímetres, tot i que pot variar. Es divideix en 2 o 3 seccions, i disposa d'un tub de llautó que s'adapta. El nabal va ser introduït com a instrument militar durant la dinastia Koryo, el regnat del rei Gongmin. No té vàlvules de pistó i produeix tons naturals en el rang de 3 a 4 tons, que depèn de l'instrument individual.
Entre els instruments musicals tradicionals coreans, el nabal és l'únic instrument de vent de llautó existent. No se sap quan va començar a fer-se servir. Se sol utilitzar conjuntament amb l'oboè cònic, la conquilla, els platets, el gong gran i el Yonggo o "tambor de drac" en la música processional.
El "nabal" s'ha utilitzat al llarg de la història principalment en la música processional militar anomenada daechwita, així com en nongak (música dels agricultors rurals) per assenyalar el començament i el final de les actuacions. Així, s'utilitza quan un grup de música "pungmul" entra a un poble (aleshores, el Nabal es bufa 3 vegades com a senyal), com també quan es reuneix o surt d'aquest. Les persones que exploten el nabal són el "Daeposu", "Sangsoe", "Seoljanggu". Qualsevol d'aquestes persones pot bufar-la. Si l'instrument es bufa una vegada és un avís per tal que les persones que estan disperses es preparin, si es bufa dues vegades vol dir que tothom s'haurà de reunir i preparar-se per sortir, i si són tres vegades aleshores significa que hauran de marxar.